# Sô (cours d'eau)
Pour les articles homonymes, voir SO.
La Sô est un cours d'eau du Bénin situé au nord-ouest du lac Nokoué dans la commune de Sô-Ava, au sud du pays.

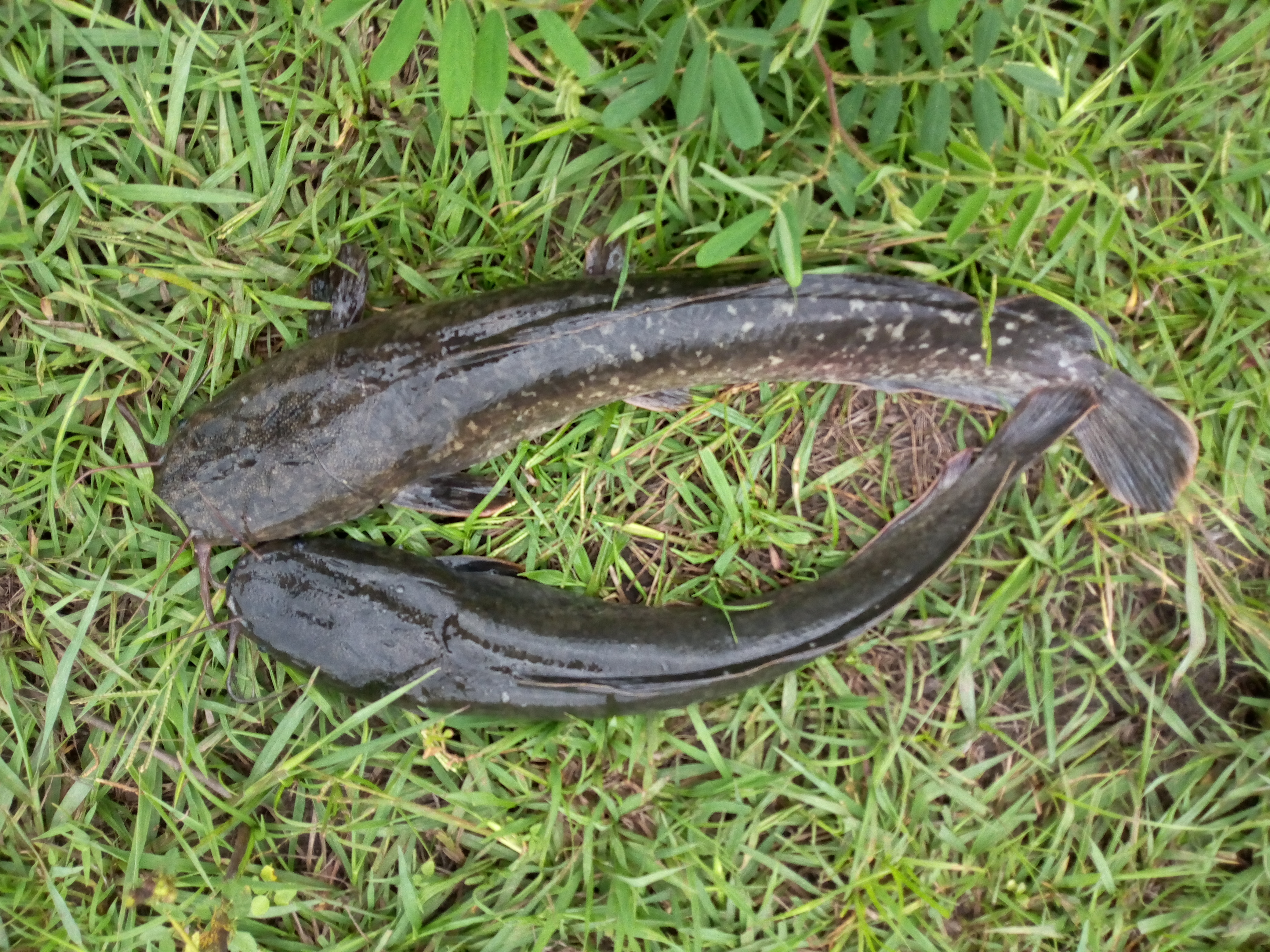
Silures noirs pêchés dans la Sô, à Ahozondé.